# Kārlis Šteins
Kārlis Šteins (13 octombrie 1911 în Kazan, Imperiul Rus – 4 aprilie 1983, Riga, R.S.S. Letonă, Uniunea Sovietică) a fost un astronom și popularizator al astronomiei leton și sovietic.
Asteroidul 2867 Šteins, descoperit în 1969 de astronomul sovietic Nikolai Stepanovici Cernîh, și fotografiat de sonda spațială Rosetta în 2008, a fost denumit în onoarea lui Kārlis Šteins.